# Aaron Townsend
Aaron Townsend (4 juli 1981) is een professional golfer  uit Australië. 
Aaron maakte kennis met golf omdat zijn grootmoeder aan de Toronto Golf Course woonde, waar hij ballen uit het water haalde. Met die ballen speelde hij in de tuin van zijn ouders met zelfgemaakte clubs. Toen hij twaalf jaar was mocht hij op een golfbaan spelen en toen hij zestien was speelde hij zijn eerste rondje onder par.

## Professional
Aaron Townsend werd op 1 januari 2003 professional en werd dat jaar 2de op het PGA Kampioenschap van Queensland. Tot eind 2008 speelde hij alleen op de Australische Challenge Tour (Von Nida Tour). 
In 2009 speelde hij op de OneAsia Tour; hij werd 16de bij het China Open en eindigde op de 46ste plaats van hun Order of Merit. Op de Australaziatische Tour behaalde hij zijn eerste overwinning door het NSW PGA Kampioenschap te winnen.

### Gewonnen

#### Von Nida Tour
- 2008: NSW Open at The Vintage

#### Australaziatische Tour
- 2009: Cellarbrations NSW PGA Championship

#### Elders
- 2008: 'Raine and Horne' Country Pro-Am Series